# تسلینویه (سرزمین آلتای)
تسلینویه (به لاتین: Tselinnoye) یک منطقهٔ مسکونی در روسیه است که در سرزمین آلتای واقع شده‌است.